# Junonia hierta
Junonia hierta é uma espécie de borboleta ninfalídea com distribuição natural nos Paleotrópicos, geralmente encontrada em matagais e pradarias.

## Descrição
A borboleta macho desta espécie é de um amarelo brilhante. Nas asas dianteiras as suas pontas são pretas com pontos amarelos e as margens são amarronzadas, já as asas traseiras, são menores e grandes com duas manchas azuis. Os cílios em ambas as asas são brancas alternadas com marrom.
A parte inferior das asas dianteiras é de um amarelo pálido. Nas asas traseiras a parte inferior é acinzentada, com muitas escamas escuras. As antenas são pálidas, e a cabeça, tórax e abdômen são de um acastanhado escuro.
A fêmea é semelhante em muitos aspectos, embora suas cores são um pouco menos brilhantes. a maior parte das asas são de uma cor amarelada, com manchas pretas, e no centro há uma mancha azul pequena em ambas as asas.

## Lagarta e pupa
As lagartas desta espécie de borboletas são de um marrom-terra escura ou cinzentas com uma ampla faixa dorsal formada por diminutas manchas brancas e azuis. A pupa é avermelhada sem brilho, com uma cabeça obtusa. O tórax é dorsalmente convexa e o abdômen tem uma linha dorsal e lateral com pequenos pontos enegrecidos.

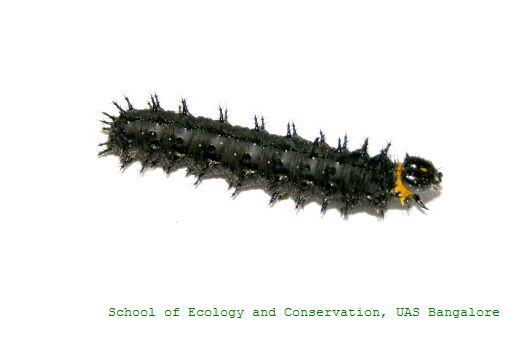
Lagarta
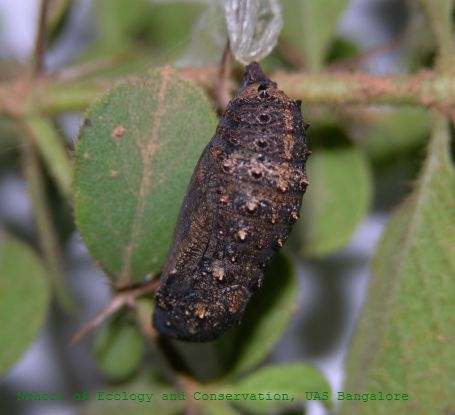
Pupa
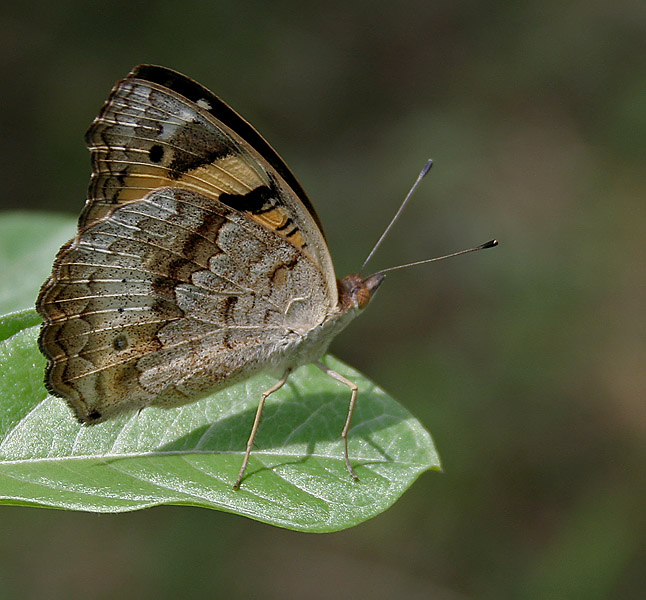
vista lateral

## Distribuição
Esta espécie pode ser encontradas na África e no Sudeste Asiático.

## Subespécies

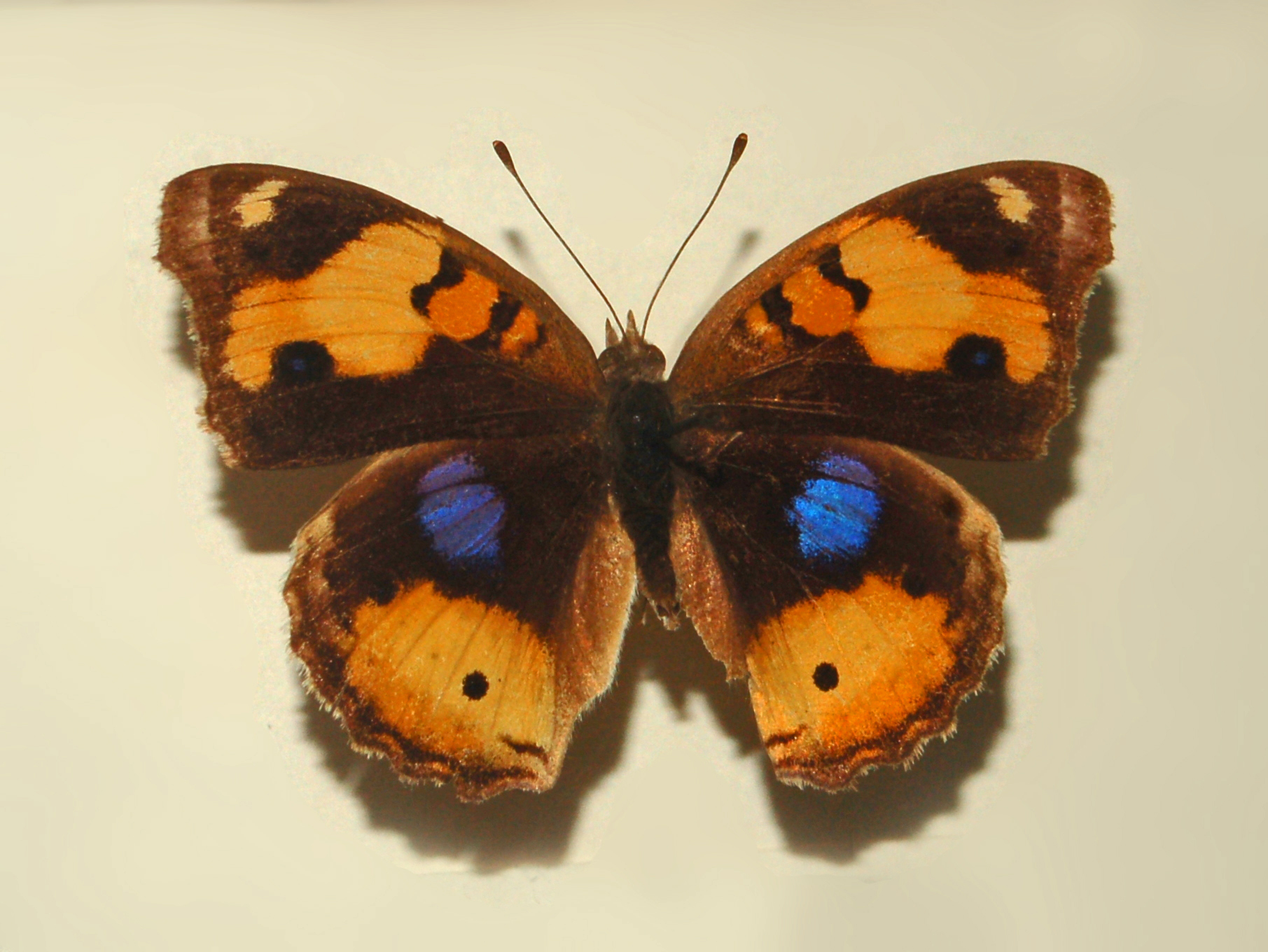
Junonia hierta cebrene

- Junonia hierta hierta (Fabricius, 1798)

- Junonia hierta cebrene trimen 1870

- Junonia hierta paris trimen, 1887

- Junonia hierta magna, (Evans)[2]